# Лауцесская волость
Лауцесская волость (латыш. Laucesas pagasts) — одна из 25 волостей Аугшдаугавского края Латвии. Административным центром волости является село Мирный. Ранее центром волости было село Лауцеса.